# ATP Challenger Bochum
Der ATP Challenger Bochum (offiziell: Bochum Challenger) war ein Tennisturnier, das 1993 und 1994 in Bochum, Nordrhein-Westfalen, stattfand. Es gehörte zur ATP Challenger Tour und wurde im Freien auf Sand gespielt.

## Liste der Sieger

### Einzel
| Jahr | Sieger          | Finalgegner    | Ergebnis      |
| ---- | --------------- | -------------- | ------------- |
| 1994 | Hernán Gumy     | Lars Koslowski | 3:6, 6:3, 6:1 |
| 1993 | Mikael Pernfors | Sergio Cortés  | 6:4, 0:6, 6:2 |

### Doppel
| Jahr | Sieger                        | Finalgegner                       | Ergebnis      |
| ---- | ----------------------------- | --------------------------------- | ------------- |
| 1994 | Grant Doyle Michael Tebbutt   | Andrew Florent Aleksandar Kitinov | 4:6, 7:6, 7:6 |
| 1993 | Mårten Renström Joost Winnink | Jon Ireland Andrew Kratzmann      | 6:3, 2:6, 7:5 |